# Duguay-Trouin (S636)
El Duguay-Trouin (S636) es un submarino de ataque de propulsión nuclear (SSN) de la Marine Nationale (Francia) y la segunda nave de la clase Suffren (o clase Barracuda). 
La entrega del Duguay-Trouin a la Marina francesa está prevista para mediados de 2023, tras sus pruebas de mar.

## Construcción
La construcción del Duguay-Trouin comenzó en Cherburgo el 26 de junio de 2009, con el corte de la primera hoja. Salió de la sala de construcción en 26 de noviembre de 2021. Se lanzó hacia el 9 de septiembre de 2022, con 19 meses adicionales detrás del Suffren, debido a las modificaciones realizadas por Naval Group luego de las pruebas del Suffren. El reactor nuclear del submarino divergió el 30 de septiembre de 2022. El Duguay-Trouin debería ser entregado a la Marina francesa a mediados de 2023, después de las pruebas en el mar realizadas durante la primera mitad de 2023.